# ويد كونينغهام
ويد كونينغهام (بالإنجليزية: Wade Cunningham)‏ هو سائق سيارة سباق نيوزلندي، ولد في 19 أغسطس 1984 في أوكلاند في نيوزيلندا.

## وصلات خارجية
- الموقع الرسمي
- ويد كونينغهام على موقع DriverDB.com (الإنجليزية)